# A Gafanha (periódico)
A Gafanha foi um periódico publicado em 1909, resultado do empenho de João Campos Lima, como tentativa de espalhar a sua crença numa sociedade igualitária e livre. Compara Portugal e o seu estado político e social a uma gafanha, terra de “mesquinharias e de toleimas, a fingir de nação da Europa”. Não revela favoritismo por monárquicos ou republicanos, cujos regimes considera não solidários e não livres e faz gozo com alguns acontecimentos políticos e sociais, tendo como pano de fundo a sua doutrina, sem que tal signifique um apelo à mobilização contra o estado da nação.